# Seznam kvintetů W. A. Mozarta
V tomto seznamu jsou obsaženy kvinteta (komorní skladby pro pět nástrojů) W. A. Mozarta (1756-1791) tak, jak jsou obsaženy v Köchelově seznamu.

## Seznam kvintet W. A. Mozarta
| KV   | název                                                                              |
| ---- | ---------------------------------------------------------------------------------- |
| 174  | Smyčcový kvintet B dur                                                             |
| 514a | Smyčcový kvintet (část) B dur                                                      |
| 515  | Smyčcový kvintet C dur                                                             |
| 516  | Smyčcový kvintet g moll                                                            |
| 593  | Smyčcový kvintet D dur                                                             |
| 614  | Smyčcový kvintet Es dur                                                            |
| 581  | Kvintet pro klarinet a smyčcové nástroje A dur                                     |
| 406  | Kvintet pro smyčce upravené z K.388 c moll                                         |
| 407  | Kvintet pro lesní roh a smyčce Es dur                                              |
| 452  | Kvintet pro klavír a dechové nástroje Es dur                                       |
| 411  | Adagio pro 2 klarinety a 3 basetové rohy F dur                                     |
| 617  | Adagio a rondo pro skleněnou harmoniku, flétnu, hoboj, housle a violoncello c moll |